# عبد الحي الفرماوي
عبد الحي حسين الفرماوي (18 يوليو 1942 - 12 مايو 2017) داعية إسلامي وأستاذ ورئيس قسم التفسير وعلوم القرآن بكلية أصول الدين جامعة الأزهر - مصر

## حياته ونشأته
ولد عام 1942 بقرية كفر طبلوها مركز تلا محافظة المنوفية.
التحق بكتاب القرية وعندما أتم حفظ القرآن الكريم التحق بالتعليم الابتدائي في المعهد الأحمدي بطنطا عام 1955م.
وعندما أتم الدراسة الثانوية التحق بكلية أصول الدين وتخرج في قسم التفسير والحديث.
- لديه أربع بنات وولدان كلهم من أبناء الأزهر.

## مسيرته
- مارس الحياة الوظيفية - وهو طالب بالجامعة - بعد حصوله على الثانوية الأزهرية عام 1965 م
- كلف بالعمل معيداً بالجامعة عقب تخرجه في كلية أصول الدين في أسيوط (قسم التفسير والحديث) عام 1969م.
- حصل على الماجستير في التفسير وعلوم القرآن 1972م ، وعين مدرسا مساعداً.
- حصل على الدكتوراه في التفسير وعلوم القرآن 1975م، وعين مدرساً.
- رقي إلى درجة : أستاذ مساعد عام 1980م
- رقي إلى درجة : أستاذ في التفسير عام 1985م وعمل بها حتى أواخر حياته.
- وكيل كلية أصول الدين - جامعة الأزهر - القاهرة (حاليا).
- رئيس قسم التفسير وعلوم القرآن - السابق - بجامعة الأزهر الشريف كلية أصول الدين بالقاهرة.
- عضو اللجنة العلمية الدائمة لترقية الأساتذة بجامعة الأزهر الشريف.
- عضو مجلس كلية أصول الدين- جامعة الأزهر- القاهرة.
- عضو لجنة وضع مناهج الجامعات الإسلامية - رابطة الجامعات الإسلامية.
- سكرتير عام نادي أعضاء هيئة التدريس بجامعة الأزهر.
- المستشار الديني لاتحاد المنظمات الطلابية للدول الإسلامية.
- عضو المجلس الأعلى للشئون الإسلامية (مصر).[2]
- عضو مجلس الشعب (السابق) بجمهورية مصر العربية.
- عضو المجلس الأعلى للآباء والمعلمين (السابق) بالأزهر الشريف.
- ناقش وأشرف على العديد من رسائل الماجستير والدكتوراه لطلاب الدراسات العليا بجامعتي : الأزهر (بمصر) وأم القرى بمكة المكرمة
- أعير من جامعة الأزهر للعمل بالمملكة العربية السعودية: ثلاث مرات
  - الأولى: لمدة أربع سنوات في الفترة من 1978م - إلى 1982م بجامعة أم القرى - في مكة المكرمة.
  - الثانية: لمدة ست سنوات في الفترة من 1995م - إلى 2000م بجامعة أم القرى - بمكة المكرمة.
  - الثالثة: لمدة ثلاثة أشهر -أستاذا زائرا - سنة 1992م بجامعة الإمام محمد بن سعود .. في المدينة المنورة على ساكنها أفضل الصلاة والسلام

## نشاطه الدعوي
- الدعوة إلى الله : من خلال محاضراته بالمدرجات الجامعية بجميع جامعات مصر تقريباً. وكذلك من خلال الخطابة من فوق كثير من المنابر بمساجد الجمهورية، حتى استقر خطيباً لمدينة البعوث الإسلامية بالأزهر الشريف لعدة سنوات.
- ثم بمجمع المدينة المنورة بمنطقة عين شمس بالقاهرة لمدة أربع سنوات.
- ثم بمسجد الدكتور مصطفى محمود بحي المهندسين بالقاهرة.
- ثم خطبة الجمعة ودرس الأحد الأسبوعي بمسجد أبي بكر الصديق بمساكن الشيراتون، مصر الجديدة.
- ثم خطبة الجمعة بمسجد الإيمان بشارع مكرم عبيد - مدينة نصر - القاهرة
- ثم خطبة الجمعة بمسجد دار الأرقم - مدينة نصر - القاهرة
- ثم خطبة الجمعة ودرس الخميس بنادي الشمس الرياضي بمصر الجديدة - القاهرة
- قام بمراجعة والتقديم لكتاب نظرات في كتاب الله الذي يعد أول كتاب تفسير تكتبه امرأة وكاتبته زينب الغزالي.

## المؤتمرات
شارك في العديد من المؤتمرات العلمية والدعوية مثل :
- المؤتمر التاسع لترشيد الصحوة الإسلامية (ميونخ، ألمانيا، عام 1988 م).
- مؤتمر الشباب المسلم (مالمو، السويد، عام 1988 م).
- مؤتمر المجلس الأعلى للشئون الإسلامية (بغداد، العراق، عام 1989 م).
- مؤتمر المجلس الأعلى للشئون الإسلامية بالقاهرة عام 1990 م.
- مؤتمر الرابطة الإسلامية (استوكهولم، السويد، عام 1993 م).
- مؤتمر رابطة الشباب المسلم العربي في أمريكا الشمالية (كاليفورنيا، الولايات المتحدة الإمريكية، عام 2000 م).
- المؤتمر السابع لرابطة الجامعات الإسلامية (بيروت ..2004م)
- مؤتمر الوعظ الإرشاد الإسلامي العالمي (الأردن .. 2004م)

قام بالعديد من الجولات داعيا إلى الله من خلال المراكز الإسلامية الموجودة في البلاد التالية: ألمانيا ، السويد، الدانمارك ، النمسا ، الولايات المتحدة، كندا، المكسيك

## مؤلفاته

### الكتب والبحوث
1. الأخوة... طريق السعداء
2. الإرهاب.. بين الفرض والرفض في ميزان الإسلام.
3. الاستقامة.. فلاح في الدنيا، ونجاة في الآخرة.
4. البداية في التفسير الموضوعي.
5. تدوين القرآن الكريم.
6. تهذيب تفسيير ابن كثير(تحقيق, وتعليق).
7. جراحة التجميل.. بين التشريع الإسلامي والواقع المعاصر.
8. حرب الخليج في ميزان الإسلام.. أسباب وأحكام.
9. الخلافات الزوجية.. صورها - أسبابها - علاجها.
10. دروس تربوية من الهجرة النبوية.
11. رسم المصحف بين المؤيدين والمعارضين.
12. زاد الدعاة من هدي القرآن الكريم (ثلاثة أجزاء).
13. زينة المرآة.. بين التشريع الإسلامي والواقع المعاصر.
14. السلام في الإسلام.
15. صحوة في عالم المرأة (رد على د. زكي نجيب محمود).
16. الصربيون... خنازير أوروبا.
17. طريق السعادة.. التوبة إلى الله.
18. عشر مخالفات شرعية في وثيقة مؤتمر السكان والتنمية - القاهرة 1994 م.
19. قصص الأنبياء للإمام ابن كثير (تحقيق).
20. قصة النقط والشكل في المصحف الشريف.
21. كتابة القرآن بالرسم الإملائي أو الحروف اللاتينية (اقتراحات مرفوضة).
22. ليلة القدر.. في الكتاب والسنة.
23. المسلمون بين الأزمة والنهضة.
24. مشروع برنامج تربوي لإصلاح النفس.
25. مقدمة في علم التفسير.
26. منجد المقرئين ومرشد الطالبين.. للإمام ابن الجزري (تحقيق).[3]
27. الموت في الفكر الإسلامي.
28. الموت وأهوال القيامة.. للإمام الغزالي (تحقيق).
29. موسوعة التفسير الموضوعي ج1.
30. وصايا سورة الإسراء.

## وفاته
توفي في الساعات الأولى من يوم الجمعة 12 مايو 2017.